# شارون سيمز
شارون سيمز (بالإنجليزية: Sharon Sims)‏ هي لاعبة بولينغ نيوزيلندية، ولدت في 24 مايو 1952 في Te Kōpuru ‏ في نيوزيلندا.

## روابط خارجية
- شارون سيمز على موقع اللجنة الأولمبية النيوزيلندية (الإنجليزية)
- شارون سيمز على موقع اتحاد ألعاب الكومنولث (مؤرشف) (الإنجليزية)